# 50501
50501 (спершу скорочення від «50 протестів, 50 штатів, один день») — організація політичних акцій протесту проти політики та дій другої адміністрації Дональда Трампа в Сполучених Штатах. Група організувала загальнонаціональну демонстрацію 5 лютого 2025 року та ще одну загальнонаціональну демонстрацію «Без королів у День Президента» 17 лютого (День Президента). Під час обох протестів тисячі людей зібралися, щоб висловити свою позицію біля капітолія свого штату та мерій.

## Підґрунтя
Обговорення загальнонаціональної акції протесту почали циркулювати в соцмережах наприкінці 2024 року. За словами організатора Кей Еверт, рух розпочався на Reddit, а згодом до нього приєдналися організації активістів. Рух був організований низовими активістами і поширювався через соціальні мережі. Рух використовував хештеги «#buildtheresistance» та «#50501», причому останній означає «50 протестів, 50 штатів, один день». Протестувальники також висловили занепокоєння роллю Ілона Маска та його діями у федеральній системі. Один протестувальник заявив: «Я тут, тому що Ілон Маск там, де він не повинен бути. Він у наших кишенях». Протестувальники також висловлювали занепокоєння щодо доступу до конфіденційних і особистих даних, відсутності юридичної юрисдикції та невиборного статусу Маска.
Плакати включали коментарі про Маска, а речник групи підкреслив, що Маск є ціллю протесту, заявивши: «Ми все ще наполегливо закликаємо до усунення Ілона Маска. Ми вважаємо дуже тривожним той факт, що існує недержавний чиновник, який має такий доступ, як він», ми також виступаємо за більш жорстку антидискримінаційну політику.
На початку лютого рух 50501 офіційно співпрацював з так званою «Політичною революцією», групою, первинно створеною для підтримки політичних заяв Берні Сандерса в 2016 році.